# Karyabinayak
Karyabinayak (Nepali कार्यविनायक) ist eine Stadt (Munizipalität) im Kathmandutal in Nepal und gehört zum Ballungsraum Kathmandu.
Die Stadt liegt im Westen des Distrikts Lalitpur und grenzt im Norden an die Stadt Kirtipur und die Distrikthauptstadt Lalitpur. Karyabinayak entstand Ende 2014 durch Zusammenschluss der Village Development Committees (VDCs) Bungamati, Chhampi, Dukuchhap, Khokana und Sainbu.
Das Stadtgebiet umfasst 21,5 km².

## Einwohner
Bei der Volkszählung 2011 hatten die VDCs, aus welchen die Stadt Karyabinayak entstand, 38.036 Einwohner (davon 19.001 männlich) in 8989 Haushalten.